# Tempestade tropical Claudette (2009)
A tempestade tropical Claudette é a terceira tempestade dotada de nome da temporada de furacões no Atlântico de 2009 e o primeiro ciclone tropical a afetar os Estados Unidos em 2009. Formando-se de uma onda tropical e de um sistema de baixa pressão de altos níveis em 16 de agosto, Claudette intensificou rapidamente para uma tempestade tropical ao largo da costa de Tallahassee, Flórida. Naquela tarde, a tempestade havia atingido seu pico de intensidade, com ventos máximos sustentados de 85 km/h assim que seguia continuamente para o panhandle da Flórida. Na manhã de 17 de agosto, o centro de Claudette fez landfall na Ilha Santa Rosa, Flórida. Várias horas depois de o sistema atingir a costa, Claudette se enfraqueceu para uma depressão tropical, e o Centro de Previsões Hidrometeorológicas assumiu a monitoração da tempestade. Mais tarde, em 17 de agosto, o último aviso público foi emitido sobre sistema assim que o sistema se dissipou sobre a Geórgia.
O Centro Nacional de Furacões (NHC) emitiu avisos de tempestade tropical para a costa, e os residentes de alguns condados foram orientados a evacuar áreas costeiras sujeitas a maré de tempestade. Uma fatalidade foi relatada, quando o mar agitado tragou uma pessoa na costa de Panama City, Flórida. Mais tarde naquele dia, um outro homem afogou-se após cair de seu barco perto do Condado de Bay. Um tornado gerado pela tempestade em Cape Coral, Flórida, danificou 23 casas, deixando 1,2 milhões de dólares em prejuízos.

## História da tempestade

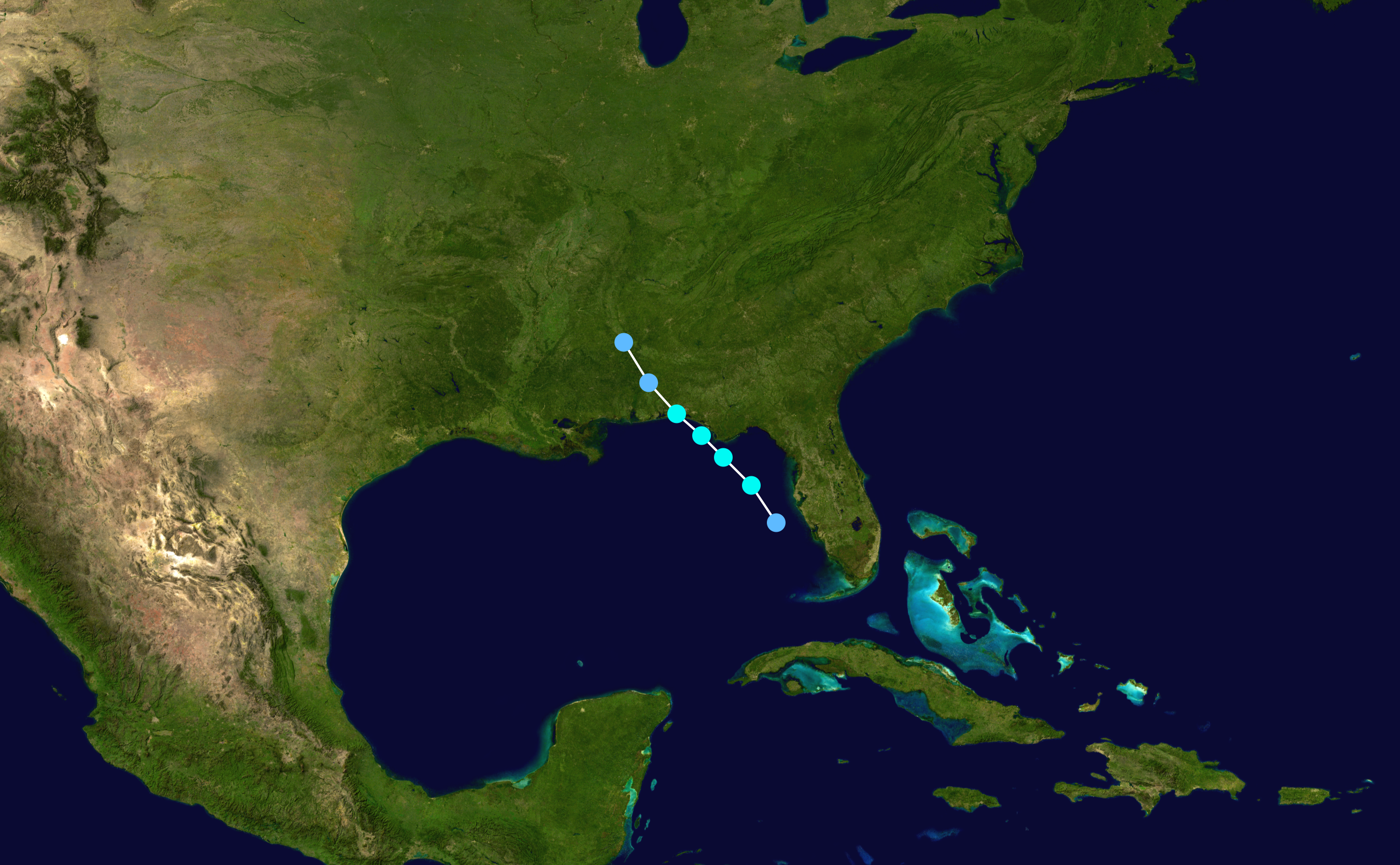
O caminho de Claudette

Em 11 de agosto, o Centro Nacional de Furacões (NHC) começou a monitorar uma onda tropical localizada a cerca de 965 km a leste das Pequenas Antilhas. Tempestades desorganizadas e grande atividade de trovoadas estavam associadas à onda, que se deslocava para oeste. No entanto, o NHC não antecipou um maior desenvolvimento do sistema. Na tarde de 12 de agosto, a atividade convectiva continuava limitada em associação à onda. O forte cisalhamento do vento de altos níveis criado um ambiente desfavorável para a reorganização do sistema assim que seguia pelo mar do Caribe. No final de 13 de agosto, a onda passou sobre a ilha de São Domingos, continuando a produzir atividade convectiva desorganizada. No início do dia seguinte, o sistema começou a se interagir com um sistema de baixa pressão de altos níveis sobre Turks e Caicos. .
Em 15 de agosto, as áreas de convecção profunda começaram a se consolidar em torno do centro ciclônico do sistema, assim que a perturbação passou sobre Florida Keys. Na madrugada de 16 de agosto, o sistema rapidamente organizou-se, e uma circulação ciclônica de baixos níveis desenvolveu-se a cerca de 130 km a sudoeste de Tampa, Flórida. As condições meteorológicas favoráveis levaram ao NHC a prever que o sistema estava para se tornar uma depressão tropical mais tarde naquele dia. Algumas horas depois, o primeiro aviso foi emitido sobre a depressão tropical Quatro. O
baixo cisalhamento do vento proveu condições meteorológicas que promoveu o rápido desenvolvimento do ciclone. Foi previsto que a tempestade estava para alcançar a intensidade de tempestade tropical dentro de um período de 12 horas. A depressão seguiu para noroeste, em torno da periferia de uma alta subtropical a seu leste. Por volta de 11:00, o NHC classificou a depressão para uma tempestade tropical e lhe deu o nome de Claudette, baseado em informações de um radar Doppler em Tallahassee, Flórida, que registrou ventos máximos sustentados de 65 km/h em volta do centro da circulação.
Durante a tarde de 16 de agosto, um breve aumento do cisalhamento do vento, devido a um cavado sobre o sudeste dos Estados Unidos, removeu as áreas de convecção profunda associadas para leste da circulação, deixando o centro exposto. Naquele momento, os ventos máximos em torno do centro de Claudette aumentaram para 85 km/h. Por volta das 05:10 (UTC) de 17 de agosto, o centro de Claudette fez landfall no extremo leste da ilha Santa Rosa, durante o seu pico de intensidade. Pouco depois, sobre terra, a pressão atmosférica no centro da tempestade caiu para 1.006 hPa, a pressão mais baixa registrada associada à tempestade. Várias horas depois do landfall, a convecção associada à tempestade diminuiu rapidamente, e às 8:00 EDT, o NHC emitiu seu aviso final sobre Claudette assim que o sistema se enfraqueceu para uma depressão tropical. Naquele momento, o Centro de Previsões Hidrometeorológicas (HPC) começou a monitorar o sistema. O HPC emitiu seu último aviso sobre Claudette na noite de 17 de agosto, assim que o sistema remanescente da tempestade começou a se dissipar sobre a Geórgia.

## Preparativos

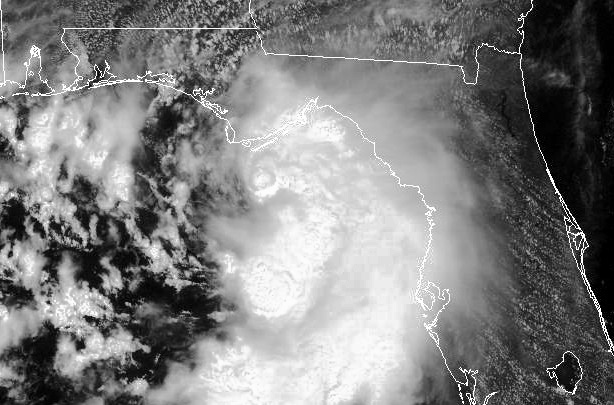
A tempestade tropical Claudette intensificando-se em 16 de agosto

Ao ser classificado como uma depressão tropical, o NHC emitiu um aviso de tempestade tropical para as regiões costeiras entre o a divisa entre Alabama e Flórida e  foz do rio Suwannee. Os residentes nestas áreas foram orientados para preparar-se rapidamente para a tempestade, assegurando que seus kits de sobrevivência a furacões estavam completamente abastecidos e prontos. Ao leste do centro ciclônico de Claudette, junto à costa oeste da Flórida, os moradores foram alertados sobre possíveis chuvas fortes, que poderiam causar inundações. O NHC previu que as regiões próximas de onde o centro da tempestade poderia atingir a costa poderiam ser afetadas pela maré de tempestade associada; o nível médio do mar poderia aumentar em 0,9 a 1,5 m acima do nível normal durante a passagem da tempestade. Os residentes de regiões do Condado de Wakulla vulneráveis à maré de tempestade foram orientadas a evacuar a região antes da chegada de Claudette. A recomendação foi emitida pelo Conselho de Gerenciamento de Emergências do Condado de Wakulla. Pouco depois das 15:00 EDT, o Serviço Nacional de Meteorologia dos Estados Unidos em Mobile, Alabama, emitiu um aviso de tempestade tropical para as regiões entre Destin, Flórida, e Pascagoula, Mississippi. Um alerta de enchente também foi emitido para a maior parte do noroeste da Flórida, assim que foi previsto que a precipitação acumulada associada a Claudette poderia ultrapassar 180 mm. Um aviso de tempestade tropical também foi emitido para a maior parte do sudeste do Alabama.
Durante a tarde de 16 de agosto, as autoridades locais emitiram uma ordem de evacuação obrigatória para os residentes do Parque Estadual de St. Joseph Peninsula State Park e do Parque Estadual Stone, em Cabo San Blas, no Condado de Gulf, Flórida. Dois abrigos de emergência foram abertos no Condado de Bay, uma no Colégio Secundário de Dean Bozeman e outra no Centro de Ensinamento de Bozeman. Ordens de evacuação voluntária foram também dadas aos moradores que vivem em regiões baixas ao longo da costa. Embora não tivessem planos em atividade para abrir os abrigos de emergência, o Centro de Operações de Emergência do Condado de Washington elevou seu nível de atividade para o segundo estágio. No Condado de Franklin, o Centro de Operações de Emergência foi posto no estágio três, e ordens de evacuação voluntária foram emitidas para Alligator Point. Depois de uma reunião naquela tarde, as autoridades do Condado de Walton declararam um estado de emergência baseados em dados disponíveis sobre a tempestade. No Condado de Wakulla, a Cruz Vermelha Americana abriu um abrigo de emergência em Crawfordville, numa igreja local.

## Impactos

### Flórida

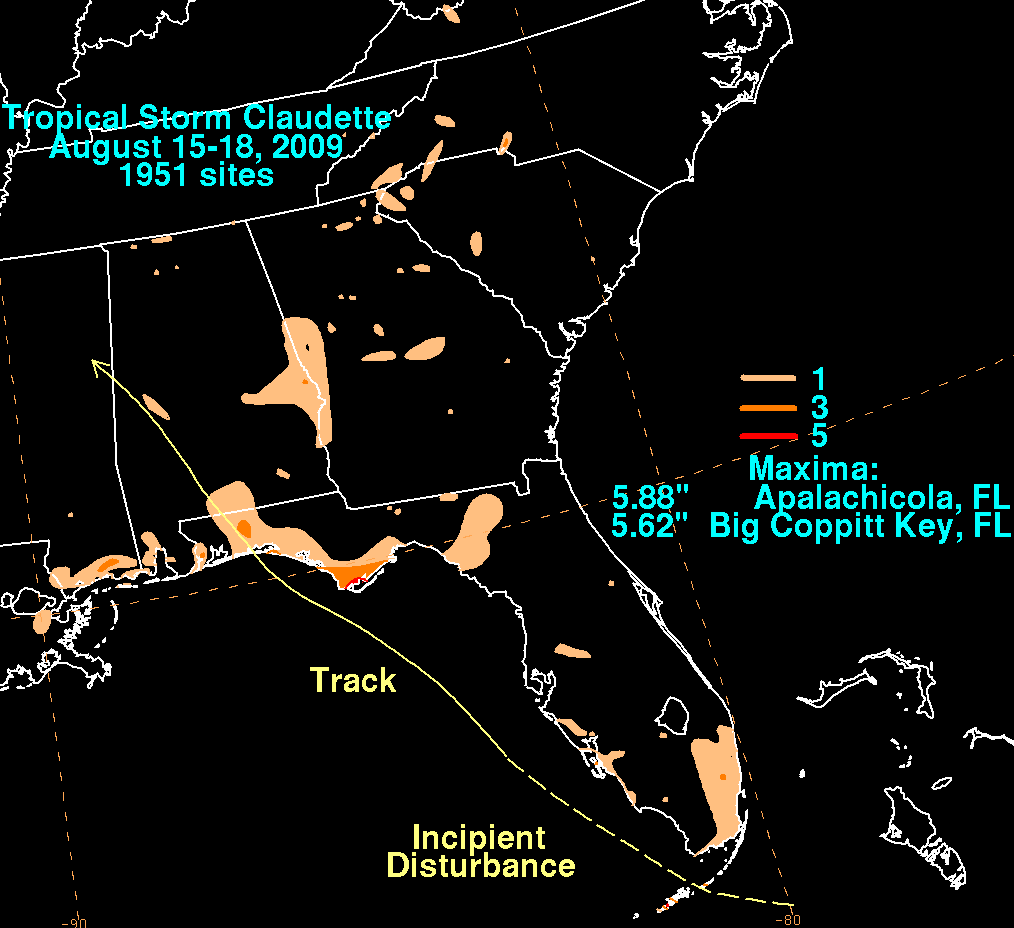
Mapa mostrando a precipitação acumulada associada a Claudette nos Estados Unidos

Ao fim da tarde de 16 de agosto, mais de 43 mm de chuva caiu em partes do Condado de Franklin. Em Apalachicola, registrou-se 91 mm de chuva em 16 de agosto, num período de 24 horas, superando o recorde anterior, estabelecido em 1931. Durante a dissipação da tempestade, 143 mm de chuva caiu em Big Coppitt Key. No entanto, com a exceção de uma árvore caída no U.S. Route 98, nenhum dano foi relatado em Apalachicola. Um tornado foi relatado próximo de Cape Coral, e avisos múltiplos de tornado foram emitidos para Flórida em associação às bandas de chuvas da tempestade. Vinte e três casas foram danificadas pelo tornado em Cape Coral. Os danos a 12 das 23 casas atingidas pelo tornado deixaram cerca de 103.000 dólares. Onze outras casas sofreram danos sérios, sendo que cada um contabilizou mais de 100.000 dólares em prejuízos, totalizando mais de 1,2 milhões de dólares. O governador da Flórida, Charlie Crist, verificou pessoalmente os danos provocados pelo tornado. O tornado foi posteriormente avaliado como EF0 na Escala Fujita melhorada, com ventos entre 110 e 120 km/h.
Um afogamento foi relatado ao largo da costa de Panama City, Flórida. No início da noite, as autoridades fecharam um segmento de 1,6 km da Autoestrada 20, devido a uma árvore caída e os cabos de energia danificados por tal árvore. No Condado de Lee, um total de 440 residências ficou sem energia. Por volta das 21:40 EDT, a rodovia foi reaberta e a energia para todas as 440 casas foi restaurada. Outras quedas de energia foram relatadas próximas a Parker e no centro de Panama City, mas a energia foi restaurada logo em seguida. Cerca de 500 residências ficaram sem energia elétrica no Condado de Walton.
No Condado de Nassau, mais de 1.250 ficaram sem energia elétrica durante a tempestade. A maioria dos residentes já tinha a energia restabelecida em poucas horas. Porém, devido aos danos provocados pelos ventos contínuos, várias regiões do condado, afetando até 500 casas durante um momento, ficaram sem energia elétrica. A segunda fatalidade ocorreu depois que um homem foi derrubado do barco perto da costa do Condado de Bay. As equipes de resgate conseguiram alcançá-lo, mas durante o resgate, caiu do bote salva-vidas ficou novamente perdido. As procuras foram encerradas assim que ele foi dado como morto.

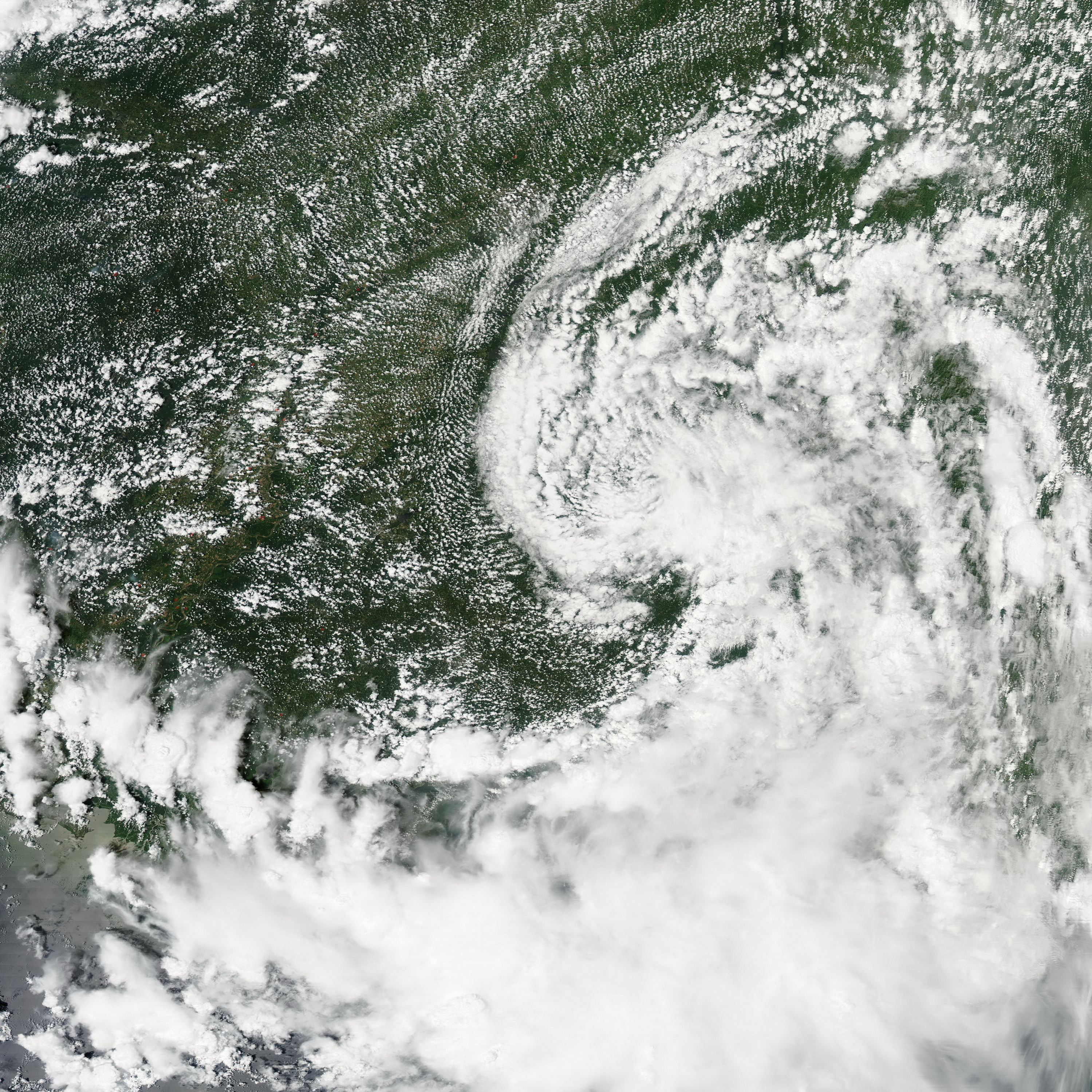
Claudette dissipando-se sobre o Alabama

### Outras regiões
No Alabama, Claudette produziu chuvas moderadas, atingindo um acumulado máximo de 54 mm em Bradley. Algumas regiões receberam até 51 mm num período de duas horas, levando o Serviço Nacional de Meteorologia dos Estados Unidos a emitir avisos de enxurrada. Na Geórgia, a tempestade provocou fortes chuvas. O maior acumulado alcançou 60 mm em Fort Benning. As bandas externas de tempestade de Claudette produziram chuvas torrenciais em algumas regiões da Carolina do Norte, totalizando mais de 100 mm num período de uma hora em 16 de agosto. Em Charlotte, várias ruas foram inundadas, deixando carros e moradores presos em suas casas. Em Wakefield, perto de Raleigh, bombeiros tiveram de resgatar 20 pessoas de seus apartamentos. Mais de 110 mm de chuva caiu na estação meteorológica da Escola Elementária de Collinswood, localizada a cerca de 1,6 km ao sul de Charlotte. 14 estradas foram fechadas devido as inundações causadas pela tempestade.